# Kyllinga pseudobulbosa
Kyllinga pseudobulbosa är en halvgräsart som beskrevs av Mtot. Kyllinga pseudobulbosa ingår i släktet Kyllinga och familjen halvgräs.
Artens utbredningsområde är Tanzania. Inga underarter finns listade i Catalogue of Life.